# George William Hill
George William Hill, ameriški astronom in matematik, * 3. marec 1838, New York, New York, ZDA, † 16. april 1914, West Nyack, New York, ZDA.

## Življenje in delo
Hill je diplomiral leta 1859 na Rutgersovi državni univerzi New Jerseyja. Od leta 1861 je delal na Pomorskem koledarskem uradu Pomorskega observatorija ZDA (USNO) v Cambridgeu, Massachusetts.
Raziskoval je medsebojne vplive pri gibanju več nebesnih teles, najprej matematično obravnavo problema treh teles, nato problem štirih teles pri izračunavanju tirov Lune okrog Zemlje, kakor tudi planetov okrog Sonca.
Leta 1894 so ga izvolili za predsednika Ameriškega matematičnega društva (AMS), kjer je predsedoval dve leti. V letu 1908 so ga izbrali za člana Kraljeve družbe v Edinburghu in med drugim tudi za člana akademij znanosti v Belgiji (1906), v Kristianiji (1910), na Švedskem (1913) in v Rimu (1913).

## Priznanja

### Nagrade
Za svoje znanstveno delo je prejel več nagrad:
- zlata medalja Kraljeve astronomske družbe (1887),
- Damoiseaujeva nagrada Francoskega inštituta (1898),
- Copleyjeva medalja Kraljeve družbe (1900),
- medalja Bruceove (1909).

### Poimenovanja
Po njem se imenuje krater Hill na Luni in asteroid glavnega pasu 1642 Hill.